# سايوري أويدا
سايوري أويدا (باليابانية: 上田早夕里)‏ (26 أكتوبر 1964 في كوبه - ) روائية، وكاتبة خيال علمي من اليابان.